# Крупкат, Гюнтер
Гюнтер Крупкат (нем. Günther Krupkat) — немецкий писатель, творивший преимущественно в ГДР. Автор цикла «Когда боги умерли».

## Биография
Родился в Берлине в 1905 году. Из-за отсутствия денег ему пришлось бросить инженерное образование. До войны сменил ряд профессий: работал, в том числе, заводским рабочим, кинодраматургом, коммивояжёром, электриком, рекламным копирайтером, лаборантом, сотрудником печати и радио. Из-за участия в Сопротивлении был вынужден покинуть Германию и бежать в Чехословакию, откуда вернулся после 1945 года.
По возвращении в Берлин окончил учёбу, некоторое время работал главным редактором, а затем стал внештатным сотрудником. С 1972 по 1978 был председателем рабочей группы по утопической литературе Союза писателей ГДР, создание которой сам инициировал.
В 1985 году награждён орденом «За заслуги перед Отечеством» II степени.

## Творчество
Крупкат писал:
Еще смолоду я увлекся естественными науками, техникой и мечтой о том, чтобы будущее человечества было лучше, чем времена моей юности. Такие книги, как «Через сто лет» Беллами, марсианский роман Алексея Толстого «Аэлита», «Путешествие на Луну» Жюля Верна и произведения немецкого рабочего-астронома Бруно X. Бюргеля, окрылили мою фантазию и определили окончательно направление моих поисков. Распростившись с прежним ремеслом, я взялся за перо. Мне пришлось пройти долгий и трудный путь, прежде чем я стал писателем-фантастом. Но я, не колеблясь, шел этим путем, воодушевленный стремлением показать людям те великие вдохновляющие перспективы, которые — вопреки всем границам — открывает перед ними мир гуманности и трудового братства. В этом глубокий смысл и цель научно-фантастической литературы; шагнуть вперед, вообразить себе будущее, стоя двумя ногами на доброй старой земле. Фантазия не знает границ. Мир бесконечен в своем многообразии, но он познаваем.
В 19 лет, вдохновившись романом Алексея Толстого Аэлита, написал свой первый утопический роман Od, однако он был отклонен издательствами как «слишком левый». Книга осталась неопубликованной. Первые рассказы автора были опубликованы до 1945 года.
Наиболее известными и популярными романами Крупката были «Когда боги умерли» (1963) и его продолжение — «Набоу» (1968), вышедшие в издательстве «Новый Берлин». В первом случае описывается неудачный контакт с инопланетянами в далеком прошлом; вторая книга рассказывает об одном из высокоразвитых роботов, оставшемся от этой цивилизации. Самый авторитетный австрийский критик-фантастик Франц Ротенштайнер в 1979 году назвал «Набоу» «одним из лучших образцов научной фантастики в ГДР».

### Рассказы
- 1956: Gefangene des ewigen Kreises (Das neue Abenteuer Nr. 86)
- 1957: Kobalt 60 (Das neue Abenteuer Nr. 114)
- 1957: «Северное сияние над пальмами» (Kleine Jugendreihe Nr. 4/57)
- 1969: «Остров страха» (появился в антологии Das Molekular Cafe издательства Das Neue Berlin)
- 1974: Das Duell (появился в антологии Das Raumschiff издательства Neues Leben)
- 1975: «Bazillus phantastikus, или Фея с топором» (появился в антологии Der Mann vom Anti издательства Das Neue Berlin)
- 1975: Der Mann vom Anti (появился в одноимённой антологии издательства Das Neue Berlin)

### Романы
- 1956: Die Unsichtbaren
- 1957: «Корабль обречённых» («Титаник. Корабль обречённых»)
- 1958: Das Gesicht, в 1962 году адаптирован как телеспектакль
- 1960: Die große Grenze
- 1963: «Когда боги умерли»
- 1968: «Набоу»

## Экранизации
- 1962: Das Gesicht, Deutscher Fernsehfunk, режиссёр: Петер Хаген
- 1968: «Час скорпиона» (нем. Stunde des Skorpions), трёхсерийный телефильм, Deutscher Fernsehfunk, режиссёр: Horst Zaeske, в ролях: Отто Меллис, Гюнтер Шосс, Вера Эльшлегель, Петер Энзикат и Ева-Мария Хаген